# Рики Ноласко
Карлос Енрике Ноласко познат повече като Рики Ноласко (на английски: Carlos Enrique „Ricky“ Nolasco) е американски бейзболен играч, питчър, хвърлящ с дясна ръка. Играе в американската Мейджър Лийг Бейзбол за тима на Флорида Мерлинс.
Избран е в драфта през 2001 година, от Чикаго Къбс, но Маями Мелрлинс го закупуват през 2006 година, като официалният му дебют е на 5 април.